# Теорема взаимности
Теоре́ма взаи́мности — название множества связанных друг с другом теорем, описывающих взаимное изменение гармонических по времени плотностей электрического тока (источников) и возникающих электромагнитных полей в уравнениях Максвелла для линейной изотропной и негиротропной среды.
Вероятно, наиболее известной и общей из таких теорем является лемма Лоренца (и её частные случаи, такие как теорема Рэлея — Карсона), доказанная Хендриком Лоренцом в 1896 году после аналогичных результатов Рэлея и Гельмгольца применительно к звуковым волнам и свету соответственно. Проще говоря, лемма устанавливает, что взаимосвязь переменного тока и порождённого им электрического поля остаётся неизменной при смене мест точки, в которой протекает ток и точки, в которой наблюдается поле.

## Лемма Лоренца
Пусть ток с плотностью {\displaystyle \mathbf {J} _{1}} порождает электрическое поле {\displaystyle \mathbf {E} _{1}} и магнитное поле {\displaystyle \mathbf {H} _{1}}, при этом все три величины являются гармоническими функциями времени с угловой частотой {\displaystyle \omega }, то есть, их зависимость от времени описывается функцией {\displaystyle \exp(-i\omega t)}. Пусть некоторый другой гармонический ток {\displaystyle \mathbf {J} _{2}}, имеющий ту же угловую частоту {\displaystyle \omega } порождает электрическое и магнитное поля {\displaystyle \mathbf {E} _{2}} и {\displaystyle \mathbf {H} _{2}}. Согласно лемме Лоренца, если среда удовлетворяет некоторым естественным условиям, то для любой поверхности {\displaystyle S}, ограничивающей объём {\displaystyle V} верно следующее:
{\displaystyle \int _{V}\left[\mathbf {J} _{1}\cdot \mathbf {E} _{2}-\mathbf {E} _{1}\cdot \mathbf {J} _{2}\right]dV=\oint _{S}\left[\mathbf {E} _{1}\times \mathbf {H} _{2}-\mathbf {E} _{2}\times \mathbf {H} _{1}\right]\cdot \mathbf {dS} .}
Это утверждение также можно сформулировать в дифференциальной форме (по теореме Гаусса — Остроградского):
{\displaystyle \mathbf {J} _{1}\cdot \mathbf {E} _{2}-\mathbf {E} _{1}\cdot \mathbf {J} _{2}=\nabla \cdot \left[\mathbf {E} _{1}\times \mathbf {H} _{2}-\mathbf {E} _{2}\times \mathbf {H} _{1}\right].}
Приведённая обобщённая форма утверждений обычно упрощается для ряда частных случаев. В частности, обычно предполагается, что {\displaystyle \mathbf {J} _{1}} и {\displaystyle \mathbf {J} _{2}} локализованы (то есть, у каждой из этих функций компактный носитель), и что амплитуда волн на бесконечном удалении равна нулю. В таком случае интеграл по площади становится равным нулю и лемма принимает вид:
{\displaystyle \int \mathbf {J} _{1}\cdot \mathbf {E} _{2}\,dV=\int \mathbf {E} _{1}\cdot \mathbf {J} _{2}\,dV.}
Этот результат иногда называют теоремой Рэлея — Карсона. Зачастую формула упрощается ещё больше, если рассматривать точечные дипольные источники. В таком случае интеграл обращается в нуль и остаётся просто произведение электрического поля на соответствующий дипольный момент токов. Для пренебрежимо тонких проводов, в свою очередь, получается произведение тока в одном проводе, умноженное на напряжение в другом, и наоборот.
В другом частном случае, когда объём {\displaystyle V} целиком содержит оба локализованных источника (или если {\displaystyle V} не содержит ни один из источников), лемма принимает вид:
{\displaystyle \oint _{S}(\mathbf {E} _{1}\times \mathbf {H} _{2})\cdot \mathbf {dS} =\oint _{S}(\mathbf {E} _{2}\times \mathbf {H} _{1})\cdot \mathbf {dS} .}